# Њу Гларус (Висконсин)
Њу Гларус (енгл. New Glarus) град је у америчкој савезној држави Висконсин.

## Демографија
По попису из 2010. године број становника је 2.172, што је 61 (2,9%) становника више него 2000. године.
| Група             | 2000.         | 2010.         |
| Белци             | 2.061 (97,6%) | 2.078 (95,7%) |
| Афроамериканци    | 2 (0,1%)      | 14 (0,6%)     |
| Азијати           | 8 (0,4%)      | 12 (0,6%)     |
| Хиспаноамериканци | 27 (1,3%)     | 57 (2,6%)     |
| Укупно            | 2.111         | 2.172         |